# ルイス・カルロス・デ・オリベイラ・プレト
ピンタード (Pintado) こと、ルイス・カルロス・ジ・オリヴェイラ・プレト（Luís Carlos de Oliveira Preto, 1965年9月17日 - ）は、ブラジル・サンパウロ州ブラガンサ・パウリスタ出身の元サッカー選手、現サッカー指導者。現役時代のポジションはミッドフィールダー（ボランチ）。

## クラブ歴
地元クラブであるCAブラガンチーノでキャリアをスタートさせ、1990年にカンピオナート・パウリスタでクラブ史上初の優勝を果たした。1992年にサンパウロFCに移籍し、1992年と1993年のコパ・リベルタドーレスとトヨタカップを連覇した。その後はサントスFCやメキシコのクルス・アスル、1998年にはJリーグのセレッソ大阪でもプレーし、2003年にブラジリエンセFCで現役を引退した。

## 指導歴
選手引退後は指導者の道に進み、2004年に監督を務めたインテル・ジ・リメイラではカンピオナート・パウリスタ・セリエA2（2部）で優勝へ導いた。
2020年シーズンにはECジュヴェントゥージをカンピオナート・ブラジレイロ・セリエAへ昇格させるが、2021年2月1日に辞任することが発表された。
同月5日にフェロヴィアーリアの監督に就任するが、4月26日に辞任した。
同月29日にゴイアスECの指揮官として招聘されたものの、7月19日に解任が発表された。
翌月6日より、シャペコエンセで指揮を執ることが発表された。

## 個人成績
| 国内大会個人成績 | 国内大会個人成績 | 国内大会個人成績 | 国内大会個人成績 | 国内大会個人成績 | 国内大会個人成績 | 国内大会個人成績 | 国内大会個人成績 | 国内大会個人成績 | 国内大会個人成績 | 国内大会個人成績 | 国内大会個人成績 |
| 年度             | クラブ           | 背番号           | リーグ           | リーグ戦         | リーグ戦         | リーグ杯         | リーグ杯         | オープン杯       | オープン杯       | 期間通算         | 期間通算         |
| 年度             | クラブ           | 背番号           | リーグ           | 出場             | 得点             | 出場             | 得点             | 出場             | 得点             | 出場             | 得点             |
| 日本             | 日本             | 日本             | 日本             | リーグ戦         | リーグ戦         | リーグ杯         | リーグ杯         | 天皇杯           | 天皇杯           | 期間通算         | 期間通算         |
| ---------------- | ---------------- | ---------------- | ---------------- | ---------------- | ---------------- | ---------------- | ---------------- | ---------------- | ---------------- | ---------------- | ---------------- |
| 1998             | C大阪            | 32               | J                | 21               | 4                | 0                | 0                |                  |                  |                  |                  |
| 通算             | 日本             | 日本             | J                | 21               | 4                | 0                | 0                |                  |                  |                  |                  |
| 総通算           | 総通算           | 総通算           | 総通算           | 21               | 4                | 0                | 0                |                  |                  |                  |                  |

## タイトル

### 選手
ブラガンチーノ
- カンピオナート・ブラジレイロ・セリエB : 1989
- カンピオナート・パウリスタ : 1990

サンパウロ
- カンピオナート・パウリスタ : 1992
- コパ・リベルタドーレス : 1992, 1993
- トヨタカップ : 1992, 1993

クルス・アスル
- リーガMX : 1996

アメリカ・ミネイロ
- カンピオナート・ブラジレイロ・セリエB : 1997
- コパ・スル＝ミナス : 2000

### 監督
インテル・ジ・リメイラ
- カンピオナート・パウリスタ・セリエA2 : 2004